# 波德戈尔内 (热列兹诺戈尔斯克)
波德戈尔内（羅馬化：Podgornyy），旧称克拉斯诺亚尔斯克-35（Красноярск-35），是俄罗斯克拉斯诺亚尔斯克边疆区的市级镇，属封闭城市热列兹诺戈尔斯克市，地处克拉斯诺亚尔斯克边疆区南部，在热列兹诺戈尔斯克西南、边疆区首府克拉斯诺亚尔斯克东北方。
原为封闭市级镇克拉斯诺亚尔斯克-35。该地2021年人口有6,371人；2010年人口6,760人；2002年人口6,164人。